# Aliança Verds i Esquerra
L'Aliança Verds i Esquerra (en italià: Alleanza Verdi e Sinistra, AVS) és una aliança política d'esquerres activa a Itàlia, que es va posar en marxa el 2 de juliol de 2022 com a federació de dos partits polítics, Esquerra Italiana (SI) i Europa Verda (EV).

## Història
El gener de 2022, els partits Esquerra Italiana (SI) i Europa Verda (EV) van formar un pacte amb l'objectiu de cooperar a les eleccions presidencials italianes de 2022 celebrades a finals de gener. En aquest context, van decidir donar suport conjuntament a Luigi Manconi, expert en qüestions de drets humans i antic diputat de la Federació dels Verds, els Demòcrates d'Esquerra i el Partit Demòcrata (PD).
El juny de 2022, l'assemblea nacional d'Esquerra Italiana va aprovar formalment l'aliança amb EV, que va fer el mateix a la seva assemblea federal. El juliol, SI i EV van celebrar una convenció conjunta a Roma anomenada "Noves Energies", promovent la seva cooperació i un programa electoral unitari. L'aliança es va inspirar deliberadament en la Nova Unió Popular Ecològica i Social, la llista d'esquerres formada en el període previ a les eleccions legislatives franceses de 2022. Després de la caiguda del govern de Mario Draghi, un govern d'unitat nacional que no va rebre el suport de SI i EV, la dissolució anticipada del Parlament i la convocatòria de les eleccions generals italianes de 2022, l'AVS va ser llançat oficialment i presentat el seu logotip. L'agost de 2022, l'aliança va formalitzar un acord electoral amb el PD.

## Composició

### Partits membres fundadors
| Partit | Partit                 | Ideologia             | Líder                        |
| ------ | ---------------------- | --------------------- | ---------------------------- |
|        | Esquerra Italiana (SI) | Socialisme democràtic | Nicola Fratoianni            |
|        | Europa Verda (EV)      | Política verda        | Angelo Bonelli, Eleonora Evi |

### Socis regionals
| Partit | Partit                                 | Ideologia        | Líder                               | Regió         |
| ------ | -------------------------------------- | ---------------- | ----------------------------------- | ------------- |
|        | Verds del Tirol del Sud (Grüne)        | Política verda   | Felix Wohlgemuth, Marlene Pernstich | Tirol del Sud |
|        | Partit Progressista (PP)               | Progressisme     | Massimo Zedda                       | Sardenya      |
|        | Igualtat de Drets Mediambientals (ADU) | Ecosocialisme    | Lideratge col·lectiu                | Vall d'Aosta  |
|        | Xarxa Cívica                           | Socialdemocràcia | Lideratge col·lectiu                | Vall d'Aosta  |
|        | Partit del Sud                         | Regionalisme     | Natale Cuccurese                    | Mezzogiorno   |

### Antics partits associats
| Partit | Partit         | Ideologia        | Líder             |
| ------ | -------------- | ---------------- | ----------------- |
|        | Possible (Pos) | Socialdemocràcia | Beatrice Brignone |

## Resultats electorals

### Parlament italià
| Any  | Líder          | Cambra de Diputats | Cambra de Diputats | Cambra de Diputats | Cambra de Diputats | Cambra de Diputats | Senat de la República | Senat de la República | Senat de la República | Senat de la República | Senat de la República |
| Any  | Líder          | Vots               | %                  | Escons             | +/–                | Pos.               | Vots                  | %                     | Seients               | +/–                   | Pos.                  |
| ---- | -------------- | ------------------ | ------------------ | ------------------ | ------------------ | ------------------ | --------------------- | --------------------- | --------------------- | --------------------- | --------------------- |
| 2022 | Angelo Bonelli | 1.071.663          | 3.6                | 12 / 400           | Nou                | 7è                 | 972.316               | 3.5                   | 4 / 200               | Nou                   | 7è                    |

### Parlament Europeu
| Any  | Líder                            | Vots      | %    | Escons | +/- | Grup                   |
| ---- | -------------------------------- | --------- | ---- | ------ | --- | ---------------------- |
| 2024 | Angelo Bonelli Nicola Fratoianni | 1,583,970 | 6.77 | 6 / 76 | Nou | Verds/ALE - L'Esquerra |